# Natalia Ginzburg

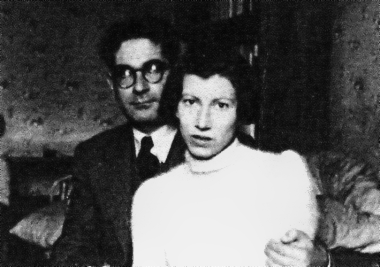
Natalia y su primer marido, Leone Ginzburg.

Natalia Levi, conocida como Natalia Ginzburg (Palermo, 14 de julio de 1916-Roma, 7 de octubre de 1991), fue una escritora y política italiana. 

## Biografía
Nació en Palermo en el seno de una familia acomodada de origen triestino, hija de Giuseppe Levi, librepensador de familia judía, y Lidia Tanzi, mujer de educación católica. Buena parte de su vida la pasó en Turín, adonde su padre, profesor universitario de anatomía, fue trasladado en 1919, cuando ella tenía tres años. Tanto su padre como sus tíos fueron apresados y procesados por sus ideas antifascistas. Tuvo una formación laica, pues sus progenitores no eran practicantes. La enseñanza media la hizo en el instituto Alfieri.
En 1933 publicó su primer cuento, Los niños, en la revista Solaria. 
Cinco años más tarde se casó con Leone Ginzburg, un intelectual antifascista de origen ruso y profesor de literatura rusa que en 1934 y 1936 había estado en la cárcel por sus ideas. El matrimonio se relacionó con los intelectuales antifascistas turineses, especialmente con los relacionados con la editorial Einaudi, que Leone Ginzburg ayudó a fundar en 1933. Mantuvieron gran amistad con Cesare Pavese y con Carlo Levi, entre otros.
A causa del destierro al que el gobierno de Mussolini sometió al marido, el matrimonio se mudó en 1940 a Pizzoli, un pueblo de los Abruzos, donde permaneció hasta 1943. Ambos tendrían tres hijos: Carlo (Turín, 15 de abril de 1939), futuro famoso historiador; Andrea (Turín, 9 de abril de 1940) y Alessandra (Pizzoli, 20 de marzo de 1943).
Con el seudónimo de Alessandra Tornimparte publicó en 1942 su primera novela, El camino que va a la ciudad, que reeditó en 1945 ya con su firma definitiva, Natalia Ginzburg. 
Después del comienzo de la deportación sistemática de los judíos, y tras varias vicisitudes, su marido fue detenido y torturado hasta la muerte en la cárcel romana de Regina Coeli, en 1944. 
Poco después de su liberación ese mismo año, Natalia Ginzburg llegó en octubre a Roma, donde comenzó a trabajar en Einaudi, donde publicó sus novelas y con la que tuvo lazos amistosos y de asesoramiento a lo largo de toda su vida. En otoño del año siguiente regresó a Turín, adonde habían ya retornado sus padres y sus hijos, quienes durante los meses de la ocupación alemana se habían refugiado en Toscana.
En 1947 apareció su segunda novela, Y eso fue lo que pasó, con la que ganó el premio Tempo. Se trata de un libro desesperado, violento y lleno de tristeza. La tristeza se combinará en sus obras posteriores con una original comicidad.
Se casó en 1950 con el profesor universitario Gabriele Baldini, especialista en literatura inglesa que fue director del Instituto Italiano de Cultura en Londres. El matrimonio tuvo dos hijos: Susanna (4 de septiembre de 1954–15 de julio de 2002) y Antonio (6 de enero de 1959–3 de marzo de 1960).
En 1952 publicó Nuestros ayeres; cinco años más tarde aparecieron el libro de cuentos Valentino (premio Viareggio) y la novela Sagitario; y en 1961 lanzó su novela Las palabras de la noche, que en 2003 fue llevada al cine por el español Salvador García Ruiz con el título de Las voces de la noche.
Ganó en 1963 el prestigioso premio Strega con Léxico familiar, novela autobiográfica con la que consiguió también grandes cifras de ventas. Ese mismo año hizo su único papel en el cine, en la película de Pier Paolo Pasolini El Evangelio según San Mateo, en la que interpretó a María de Betania.
En 1969 murió su segundo marido. Ella continúa con su escritura, cada vez más interesada en el microcosmos de las relaciones familiares: Querido Miguel (1973), Familia (1977), la novela epistolar La ciudad y la casa (1984) y la inclasificable y extensa La famiglia Manzoni (1983), sobre la esfera doméstica del  gran escritor italiano.
Al mismo tiempo, después de la muerte de Baldini y como la mayoría de los intelectuales de izquierda italianos de aquella época, Natalia Ginzburg comenzó a participar cada vez más en política y en 1983 fue elegida diputada del Parlamento por el Partido Comunista Italiano. Numerosas polémicas cívicas, algunas recogidas en sus ensayos, pudo canalizarlas a través de sus intervenciones en el Parlamento durante sus últimos años.
También destacó en los campos de la comedia teatral (donde destacan Ti ho sposato per allegria, 1970; o Paese di mare, 1972) y la traducción (las más celebradas son las que realizó de los franceses (Marcel Proust, Gustave Flaubert y Maupassant).
Murió en Roma la noche de 6 al 7 de octubre de 1991.

## Obras

### Novelas y relatos
- A propósito de las mujeres (2016), trad. María Pons Irazazabal (Barcelona: Lumen, 2017)
- «Camino a la ciudad» (1942), trad. Flavia Company, en Familias (Barcelona: Lumen, 2008)
- «Así fue» (1947), trad. Félix Romeo, en Sagitario (Barcelona: Espasa-Calpe, 2002)
- Nuestros ayeres (1952), trad. Carmen Martín Gaite (Madrid: Debate, 1996)
- «Valentino» (1957), trad. Félix Romeo, en Sagitario (Barcelona: Espasa-Calpe, 2002)
- Sagitario (1957), trad. Félix Romeo (Barcelona: Espasa-Calpe, 2002)
- Las palabras de la noche (1961), trad. Andrés Trapiello (Valencia: Pre-Textos, 1994)
- Léxico familiar (1963), trad. Mercedes Corral (Madrid: Trieste, 1989)
- Querido Miguel (1973), trad. Carmen Martín Gaite (Barcelona: Lumen, 1989)
- «Familia» (1977), trad. Flavia Company, en Familias (Barcelona: Lumen, 2008)
- La famiglia Manzoni (1983)
- La ciudad y la casa (1984), trad. Mercedes Corral (Barcelona: Debate, 2003)

### Ensayos y memorias
- «Marcel Proust, poeta della memoria», en Giansiro Ferrata y Natalia Ginzburg: Romanzi del '900 (1956)
- Las pequeñas virtudes (1962), trad. Jesús López Pacheco (Madrid: Alianza, 1966)
- Nunca me preguntes (1970), trad. Jaume Fuster y Maria Antònia Oliver (Barcelona: Dopesa, 1974)
- Vida imaginaria (1974), trad. Ana Ciurans Ferrándiz (Barcelona: Lumen, 2023)
- Serena Cruz o la verdadera justicia (1990), trad. Mercedes Fernández Cuesta y Mario Grande (Barcelona: Acantilado, 2010)
- È difficile parlare di sé (1999)
- Ensayos (2001), trad. Flavia Company y Mercedes Corral (Barcelona: Lumen, 2009)

### Teatro
- Me casé por alegría (1965), trad. Andrés Barba Muñiz (Barcelona: Acantilado, 2018)
- L'inserzione (noviembre de 1965)
- L'intervista (noviembre 1965)
- Fragola e panna (octubre de 1966)
- La segretaria (abril de 1967)
- Paese di mare (junio de 1968)
- La porta sbagliata (diciembre de 1968)
- Dialogo (mayo de 1970)
- La parrucca (enero de 1971)
- La poltrona (abril de 1985)
- Il cormorano (1991)

### Filmografía
- Ti ho sposato per allegria (1967), dir. Luciano Salce; int. Monica Vitti, Giorgio Albertazzi, Michel Bardinet y Maria Grazia Buccella.
- Teresa (L'inserzione) (1970), ad. Michel Arnaud; dir. Gérard Vergez; int. Suzanne Flon y Anne Doat; versión telefilme (1971): dir. Oscar Fritz Schuh; int. Ruth Niehaus, Marion Michael y Nino Korda.
- Caro Michele (1976), ad. Suso Cecchi D'Amico y Tonino Guerra; dir. Mario Monicelli; int. Mariangela Melato, Delphine Seyrig, Aurore Clément y Alfonso Gatto.
- Valentino, versión telefilme (1980), dir. Marizio Ponzi.
- La mère (La madre) (1995), dir. Caroline Bottaro.[1]
- Las voces de la noche (Le voci della sera) (2003), dir. Salvador García Ruiz; int. Laia Marull, Tristán Ulloa y Vicky Peña.